# Bernardino de Riverol
Bernardino de Riverol (Isla de Gran Canaria, 1509–Isla de La Palma, ¿?), también conocido como Licenciado Bernaldino de Riberol, fue abogado y humanista canario.

## Biografía
Hijo de Juan Micer Bautista de Riverol y Francisca Quijada de Lugo. 
La familia de Bernardino de Riverol, Riberol o Rivarolo fue una de tantas familias de la nobleza mercantil genovesa, reagrupadas en los Alberghi por Andrea Doria en 1528, que se establecieron en los archipiélagos de España y de Portugal, durante los siglos XV y XVI, dejando una importante huella, tanto económica y política como genética y cultural. En algunas islasCanarias  su huella genética aun se encuentra, e inclusive en tierras tan alejadas como Chile. , como en La Palma se establecieron, junto a los Riverol (o Rivarolo, adscrita al albergo n.º XVIII De Marini), otras familias genovesas como Poggio (adscrita al albergo n.º IV Cibo); Casañas (o Da Cassana, del albergo n.º XVIII De Marini); Grillo (del n.º XII Grillo); Corona (o Coronato del n.º XXI Pallavicino); Usodemar (o Usodimare del n.º XXVII Usodimare); Rizo (o Ricci del n.º XIII Grimaldi); Loreto (del n.º XVI Di Lercari); Pinelo (del n.º XXII Pinelli) y Lomelín (o Lomelino del albergo n.º XVII Lomellini), entre otras.
Bernaldino de Riverol vivió en el n.º 3 de la calle O´Daly o Calle Real de Santa Cruz de La Palma, época en la que escribió la obra titulada Libro contra la ambición y codicia desordenada de aqueste tiempo: llamado alabanza de la pobreza, que publicó en 1556, y con la que tuvo problemas ante el Tribunal de la Inquisición por su erasmismo.
Parece lógico que en la isla, con uno de los puertos entonces más transitado del Atlántico (Santa Cruz de La Palma), después de los de Amberes y Sevilla, naciera esa obra, donde su autor fue testigo, por una parte, de ese nuevo eje de riqueza ("Ella trajo de las Indias la mayor parte del oro que de allá vino, que ha corrompido harto nuestras costumbres", pág. 61), y por otra, de la circulación de libros con las ideas del humanismo renacentista (ejemplo: Erasmo de Róterdam).
Se casó en La Palma con María de Castilla Portugal y Pallarés, hija de Fernando de Castilla y Mendoza y Beatriz Pallarés y Riquelme, con descendencia.